# Светлово (Новосибирская область)
Светлово — упразднённый посёлок в Искитимском районе Новосибирской области. На момент упразднения входил в состав Тальменского сельсовета. Исключен из учётных данных в 1970 году.

## География
Посёлок располагался на правом берегу реки Сориха вблизи впадения ее в реку Малый Елбак, в 2 км (по прямой) к юго-западу от села Елбаши.

## История
Посёлок был основан в 1908 году. В 1928 году посёлок Светлинский состоял из 132 хозяйств. В административном отношении входил в состав Елбашского сельсовета Бердского района Новосибирского округа Сибирского края. В посёлке размешалась школа 1-й ступени.
Решением Новосибирского облисполкома от 20.07.1970 г. № 505 посёлок исключен из учётных данных как фактически не существующий.

## Население
По переписи 1926 г. в поселке проживал 691 человек (351 мужчина и 340 женщин), основное население — русские